# 荘銀ビル
荘銀ビル（しょうぎんビル）は、宮城県仙台市青葉区中央に所在するオフィス・商業ビル。

## 概要
荘内銀行（山形県鶴岡市）が現在地に所在した仙台支店が老朽化、狭隘化したため新店舗の入居する荘銀ビルを建設。1986年（昭和61年）竣工した。
同ビルは仙台市都心部にあり、目抜き通りの青葉通と愛宕上杉通による中央一丁目交差点の南西角地付近に位置する。また、ビル前には仙台市地下鉄南北線・仙台駅の昇降口が設置されているほか、近隣にはJR仙石線・あおば通駅が開設されている。そのほか、仙台駅のバス乗り場に近接しているなど交通の要衝に立地する。

## 入居テナント
| 階 | テナント                                                                                 |
| -- | ---------------------------------------------------------------------------------------- |
| 8  | フィデアホールディングス本社                                                             |
| 7  | クレディセゾン東北支店                                                                   |
| 6  | 旭ファイバーグラス東北支店、北海道銀行仙台支店                                           |
| 5  | 荘銀ビル管理事務所、家庭教師のアップル仙台校                                             |
| 4  | 馬場眼科、仙台駅前コンタクト、ホメオスタイルbyHOMEOSTYLE仙台店                           |
| 3  | ブルーム仙台駅前店、ホットヨガスタジオLAVA仙台駅前店                                     |
| 2  | にぎりの徳兵衛仙台駅前店                                                                 |
| 1  | 荘内銀行仙台支店（イオン中山支店・イオン多賀城支店・イオン石巻支店・栗生支店・荒井支店） |
| B1 | 御酒印船仙台店                                                                           |

## 近隣
- 仙台東宝ビル
- 青葉通プラザ

## アクセス
- 鉄道
  - 仙台市地下鉄南北線・仙台駅の北2出口の目の前。
  - JR仙石線・あおば通駅の出口2より徒歩1分。
  - JR仙台駅の西口より徒歩3分。
- 高速バス
  - 仙台 - 山形線の仙台駅前バス停（旧仙台ホテル前22番ポール）より徒歩2分。
  - 仙台 - 鶴岡線の仙台駅前バス停（宮交仙台高速バスセンター40番ポール）より徒歩6分。